# Joaquim Silva e Luna
Joaquim Silva e Luna GCMM (Barreiros, 29 de dezembro de 1949) é um general de exército da reserva do Exército Brasileiro e político filiado ao PL, que foi ministro da Defesa entre 26 de fevereiro de 2018 e 1 de janeiro de 2019. Foi diretor-geral da Itaipu Binacional e presidente da Petrobras entre 16 de abril de 2021 a 28 de março de 2022. É o atual prefeito da cidade de Foz do Iguaçu.
Em 6 de outubro de 2024, foi eleito prefeito de Foz do Iguaçu em 1º turno, com 73.522 votos.

## Biografia
Joaquim Silva e Luna nasceu em Barreiros, cidade situada a cerca de 100 km de Recife, em 29 de dezembro de 1949.
Antes de se incorporar às fileiras do Exército, estudou na Escola Agrotécnica Federal de Barreiros-PE, de 1962 a 1968.

### Carreira militar
Iniciou sua carreira militar em 10 de fevereiro de 1969, na Academia Militar das Agulhas Negras, onde se graduou aspirante a oficial da arma de engenharia em 16 de dezembro de 1972.
Foi promovido ao posto de 2º tenente em 31 de agosto de 1973 e a 1º tenente em 31 de agosto de 1975. Nesse período, realizou o Curso de Oficial de Comunicações, na Escola de Comunicações, em 1976 e o Curso de Guerra na Selva, no Centro de Instrução de Guerra na Selva, em 1979.
Promovido a capitão em 31 de agosto de 1978, cursou o mestrado em Operações Militares, na Escola de Aperfeiçoamento de Oficiais em 1981.
Nessa fase de sua vida, trabalhou muitos anos no Departamento de Engenharia e Construção do Exército.

#### Oficial superior
Foi promovido a major em 31 de agosto de 1985. Realizou o Curso de Comando e Estado-Maior, na Escola de Comando e Estado-Maior do Exército nos anos de 1987 e 1988, tornando-se Doutor em Ciências Militares.
Promovido a tenente-coronel em 30 de abril de 1990, foi membro da Missão Militar Brasileira de Instrução no Paraguai e Assessor de Engenharia entre 1992 e 1994.
Ascendeu ao posto de coronel em 30 de abril de 1995 e comandou o 6º Batalhão de Engenharia de Construção, em Boa Vista-RR, de janeiro 1996 a janeiro de 1998. Em seguida, realizou o curso de Política, Estratégia e Alta Administração do Exército na ECEME.
Foi adido de Defesa, Naval, do Exército e Aeronáutico em Israel, de 1999 a 2001, período em que fez cursos de Combate Básico das Forças de Defesa de Israel.

#### Oficial general
Foi promovido a general de brigada em 31 de março de 2002 e designado Comandante da 16ª Brigada de Infantaria de Selva, em Tefé-AM, de 2002 a 2004.
Em seguida, foi Diretor de Patrimônio de 2004 a 2006, sendo promovido ao posto de general de divisão em 31 de março de 2006.
Chefiou o Gabinete do Comandante do Exército entre 2007 e 31 de março de 2011, quando foi promovido a general de exército.
No último posto da carreira, foi Chefe do Estado-Maior do Exército, entre 10 de maio de 2011 e 10 de abril de 2014, quando foi transferido para a reserva.
Admitido à Ordem do Mérito Militar em no grau de Cavaleiro ordinário em 1996, foi promovido a Oficial em 2000, a Comendador em 2002, a Grande-Oficial em 2006 e a Grã-Cruz em 2011.

### Formação acadêmica
O General Silva e Luna possui mestrado em Operações Militares e doutorado em Ciências Militares. É ainda pós-graduado em Política, Estratégia e Alta Administração do Exército pela Escola de Comando e Estado-Maior do Exército, e em Projetos e Análise de Sistemas pela Universidade de Brasília.

### Vida na reserva
Logo após sua passagem para a inatividade, foi designado Secretário de Pessoal, Ensino, Saúde e Desporto do Ministério da Defesa. Em 26 de outubro de 2015, foi designado Secretário-Geral do Ministério.
Foi o primeiro militar a ocupar o Ministério da Defesa desde a sua criação em 1999, sendo a 11a. pessoa a ocupar o cargo. Ocupou o cargo interinamente de 26 de fevereiro a 12 de junho de 2018, quando foi efetivado na função.
Em 2 de janeiro de 2019, transmitiu o cargo ao general de Exército Fernando Azevedo e Silva, com a presença do presidente Jair Bolsonaro. Despediu-se com um discurso no qual defendeu o trabalho de sua pasta. Elogiou sua equipe, que seria uma seleção da Copa de 1970 de amigos. Disse que "nesse mundo volátil, é preciso ter valores sólidos, pois vemos instituições destruídas pela falta de Deus".
No dia 17 de janeiro de 2019, foi anunciado como novo diretor-geral da Itaipu Binacional, hidrelétrica que pertence ao Brasil e ao Paraguai e responde por 15% da energia consumida pelos brasileiros. No dia 26 de fevereiro, tomou posse no cargo e afirmou estar "de olho" nos gastos da estatal.
Como diretor-geral da Itaipu Binacional, gerou, através de medidas de austeridade, uma economia de mais de 600 milhões de reais em oito meses de gestão, investindo recursos da usina hidrelétrica em obras estruturantes como a Ponte da Integração Brasil-Paraguai.
Em 19 de fevereiro de 2021, foi indicado à presidência da Petrobras pelo presidente da República Jair Bolsonaro, cuja oficialização depende da aprovação pelo Conselho de Administração da estatal. O Conselho tem onze membros, entre eles dois militares da reserva e o presidente Roberto Castello Branco, cujo mandato se encerrou em 20 de março de 2021. Antes desta data, Luna não poderia assumir o cargo.
Em 16 de abril de 2021, foi confirmado no cargo de presidente da Petrobras, onde permaneceu por quase um ano, tendo sido demitido em 28 de março de 2022, em meio a uma crise devido ao conflito entre Rússia e Ucrânia, que contribuiu para a uma expressiva alta nos preços dos combustíveis. Recebeu no dia 31 de maio de 2022 o título de Cidadão Honorário do Paraná.
Em 2023, filiou-se ao Republicanos, para disputar a prefeitura de Foz do Iguaçu. Em 2024, transferiu-se para o Partido Liberal.